# Zsuzsanna Jakabos
Zsuzsanna Jakabos (Pécs (Baranya), 3 april 1989) is een Hongaarse zwemster. Ze vertegenwoordigde haar vaderland op de Olympische Zomerspelen 2004 in Athene, de Olympische Zomerspelen 2008 in Peking en op de Olympische Zomerspelen 2012 in Londen.

## Carrière
Bij haar internationale debuut, op de Europese kampioenschappen zwemmen 2004 in Madrid, eindigde Jakabos als vierde op de 400 meter wisselslag en als zesde op de 200 meter wisselslag. Tijdens de Olympische Zomerspelen van 2004 in Athene werd de Hongaarse uitgeschakeld in de series van de 400 meter wisselslag.
Op de wereldkampioenschappen zwemmen 2005 in Montreal eindigde Jakabos als achtste op zowel de 200 als de 400 meter wisselslag, op de 200 meter vlinderslag strandde ze in de halve finales. In Triëst nam de Hongaarse deel aan de Europese kampioenschappen kortebaanzwemmen 2005, op dit toernooi veroverde ze de bronzen medaille op de 400 meter wisselslag. Op de 100 meter wisselslag werd ze uitgeschakeld in de halve finales en op de 200 meter vlinderslag werd ze gediskwalificeerd.
Tijdens de Europese kampioenschappen zwemmen 2006 in Boedapest eindigde Jakabos als vierde op de 400 meter wisselslag, op de 200 meter wisselslag strandde ze in de halve finale en op de 200 meter vlinderslag waren de series haar eindstation. Op de Europese kampioenschappen kortebaanzwemmen 2006 in Helsinki werd de Hongaarse uitgeschakeld in de series van de 200 meter vlinderslag en de 100 en de 400 meter wisselslag.
In Debrecen nam Jakabos deel aan de Europese kampioenschappen kortebaanzwemmen 2007, op dit toernooi strandde ze in de series van de 50 meter rugslag en de 400 meter wisselslag.
Tijdens de Europese kampioenschappen zwemmen 2008 in Eindhoven eindigde de Hongaarse als vierde op de 400 meter wisselslag en als zesde op de 200 meter vlinderslag, op de 200 meter wisselslag werd ze uitgeschakeld in de series. Samen met Ágnes Mutina, Orsolya Tompa en Evelyn Verrasztó zwom ze in de series van de 4x200 meter vrije slag, in de finale eindigden Mutina, Tompa en Verrasztó samen met Katinka Hosszú op de zesde plaats. Op de Olympische Zomerspelen van 2008 strandde Jakabos in de series van de 400 meter wisselslag, op de 4x200 meter vrije slag eindigde ze samen met Ágnes Mutina, Evelyn Verrasztó en Eszter Dara op de zesde plaats. In Rijeka nam de Hongaarse deel aan de Europese kampioenschappen kortebaanzwemmen 2008. Op dit toernooi eindigde ze als zevende op de 200 meter vlinderslag, op alle andere afstanden werd ze uitgeschakeld in de series.

### 2009-heden
Tijdens de wereldkampioenschappen zwemmen 2009 in Rome eindigde Jakabos als zevende op de 400 meter wisselslag, op de 200 meter vlinderslag strandde ze in de halve finales en op de 200 meter rugslag waren de series haar eindstation. Samen met Ágnes Mutina, Evelyn Verrasztó en Eszter Dara vormde ze een team in de series van de 4x200 meter vrije slag, in de finale eindigden Mutina, Verrasztó en Dara samen met Katinka Hosszú op de zesde plaats. Op de Europese kampioenschappen kortebaanzwemmen 2009 in Istanboel sleepte Jakabos de bronzen medaille in de wacht op de 400 meter wisselslag en eindigde ze als zevende op de 200 meter vlinderslag, daarnaast werd ze uitgeschakeld in de halve finales van de 100 meter wisselslag en in de series van de 100 meter vlinderslag.
In Boedapest nam Jakabos deel aan de Europese kampioenschappen zwemmen 2010, op dit toernooi legde ze beslag op de zilveren medaille op de 200 meter vlinderslag en op de bronzen medaille op de 400 meter wisselslag. Op de 200 meter wisselslag strandde ze in de series. Tijdens de Europese kampioenschappen kortebaanzwemmen 2010 in Eindhoven veroverde de Hongaarse de Europese titel op zowel de 200 meter vlinderslag als de 400 meter wisselslag, daarnaast eindigde ze als vierde op de 100 meter vlinderslag en werd ze uitgeschakeld in de halve finales van de 100 meter wisselslag. Op de wereldkampioenschappen kortebaanzwemmen 2010 in Dubai eindigde Jakabos als vijfde op de 400 meter wisselslag en als achtste op de 200 meter rugslag, op de 100 meter vlinderslag strandde ze in de series.
In Shanghai nam de Hongaarse deel aan de wereldkampioenschappen zwemmen 2011. Op dit toernooi eindigde ze als zesde op de 200 meter vlinderslag, daarnaast strandde ze in de series van de 400 meter wisselslag. Op de 4x200 meter vrije slag eindigde ze samen met Ágnes Mutina, Evelyn Verrasztó en Katinka Hosszú op de vijfde plaats. Tijdens de Europese kampioenschappen kortebaanzwemmen 2011 in Szczecin sleepte Jakabos de zilveren medaille op de 100 meter wisselslag en de bronzen medaille op de 400 meter wisselslag in de wacht, daarnaast eindigde ze als vijfde op de 200 meter vlinderslag en werd ze uitgeschakeld in de series van de 100 meter vlinderslag.
Bij de Olympische Zomerspelen 2012 werd Jakabos zevende in de finale van de 200m vlinderslag. 

## Internationale toernooien
| Jaar | Olympische Spelen                        | WK langebaan                                                                                               | WK kortebaan                                            | EK langebaan                                                                                                 | EK kortebaan |
| ---- | ---------------------------------------- | --- | ------------------------------------------------------- | --- | --- |
| 2004 | 15e 400m wisselslag                      | | geen deelname                                           | 6e 200m wisselslag 4e 400m wisselslag                                                                        | geen deelname |
| 2005 |                                          | 12e 200m vlinderslag 8e 200m wisselslag 8e 400m wisselslag                                                 |                                                         | | DQ 200m vlinderslag · 12e 100m wisselslag · 400m wisselslag                                                             |
| 2006 |                                          | | geen deelname                                           | 17e 200m vlinderslag 10e 200m wisselslag 4e 400m wisselslag                                                  | 13e 200m vlinderslag 22e 100m wisselslag 9e 400m wisselslag                                                             |
| 2007 |                                          | geen deelname                                                                                              |                                                         | | 39e 50m rugslag 14e 400m wisselslag                                                                                     |
| 2008 | 13e 400m wisselslag 6e 4x200m vrije slag | | geen deelname                                           | 6e 200m vlinderslag 20e 200m wisselslag 4e 400m wisselslag 6e 4x200m vrije slag Jakabos zwom enkel de series | 54e 50m vrije slag 41e 100m vlinderslag 7e 200m vlinderslag 21e 100m wisselslag 9e 400m wisselslag 11e 4x50m vrije slag |
| 2009 |                                          | 17e 200m rugslag 14e 200m vlinderslag 7e 400m wisselslag 6e 4x200m vrije slag Jakabos zwom enkel de series |                                                         | | 32e 100m vlinderslag · 7e 200m vlinderslag · 16e 100m wisselslag · 400m wisselslag                                      |
| 2010 |                                          | | 8e 200m rugslag 22e 100m vlinderslag 5e 400m wisselslag | 200m vlinderslag · 17e 200m wisselslag · 400m wisselslag                                                     | 4e 100m vlinderslag · 200m vlinderslag · 11e 100m wisselslag · 400m wisselslag                                          |
| 2011 |                                          | 6e 200m vlinderslag 10e 400m wisselslag 5e 4x200m vrije slag                                               |                                                         | | 32e 100m vlinderslag · 5e 200m vlinderslag · 100m wisselslag · 400m wisselslag                                          |
| 2012 | 7e 200m vlinderslag                      | |                                                         | | |

## Persoonlijke records
Bijgewerkt tot en met 10 december 2011

### Kortebaan
| Afstand          | Tijd    | Datum            | Plaats         |
| ---------------- | ------- | ---------------- | -------------- |
| 200m vrije slag  | 1.56,34 | 15 oktober 2011  | Stockholm      |
| 200m rugslag     | 2.06,19 | 13 november 2009 | Százhalombatta |
| 200m vlinderslag | 2.05,11 | 8 december 2011  | Szczecin       |
| 100m wisselslag  | 59,72   | 10 december 2011 | Szczecin       |
| 200m wisselslag  | 2.12,32 | 21 november 2009 | Zagreb         |
| 400m wisselslag  | 4.27,86 | 11 december 2011 | Szczecin       |

### Langebaan
| Afstand          | Tijd    | Datum           | Plaats   |
| ---------------- | ------- | --------------- | -------- |
| 200m vrije slag  | 1.57,68 | 19 juni 2011    | Rome     |
| 200m rugslag     | 2.11,75 | 31 juli 2009    | Rome     |
| 200m vlinderslag | 2.06,35 | 28 juli 2011    | Shanghai |
| 200m wisselslag  | 2.14,29 | 25 april 2010   | Málaga   |
| 400m wisselslag  | 4.37,47 | 2 augustus 2009 | Rome     |